# Regierung Michel I

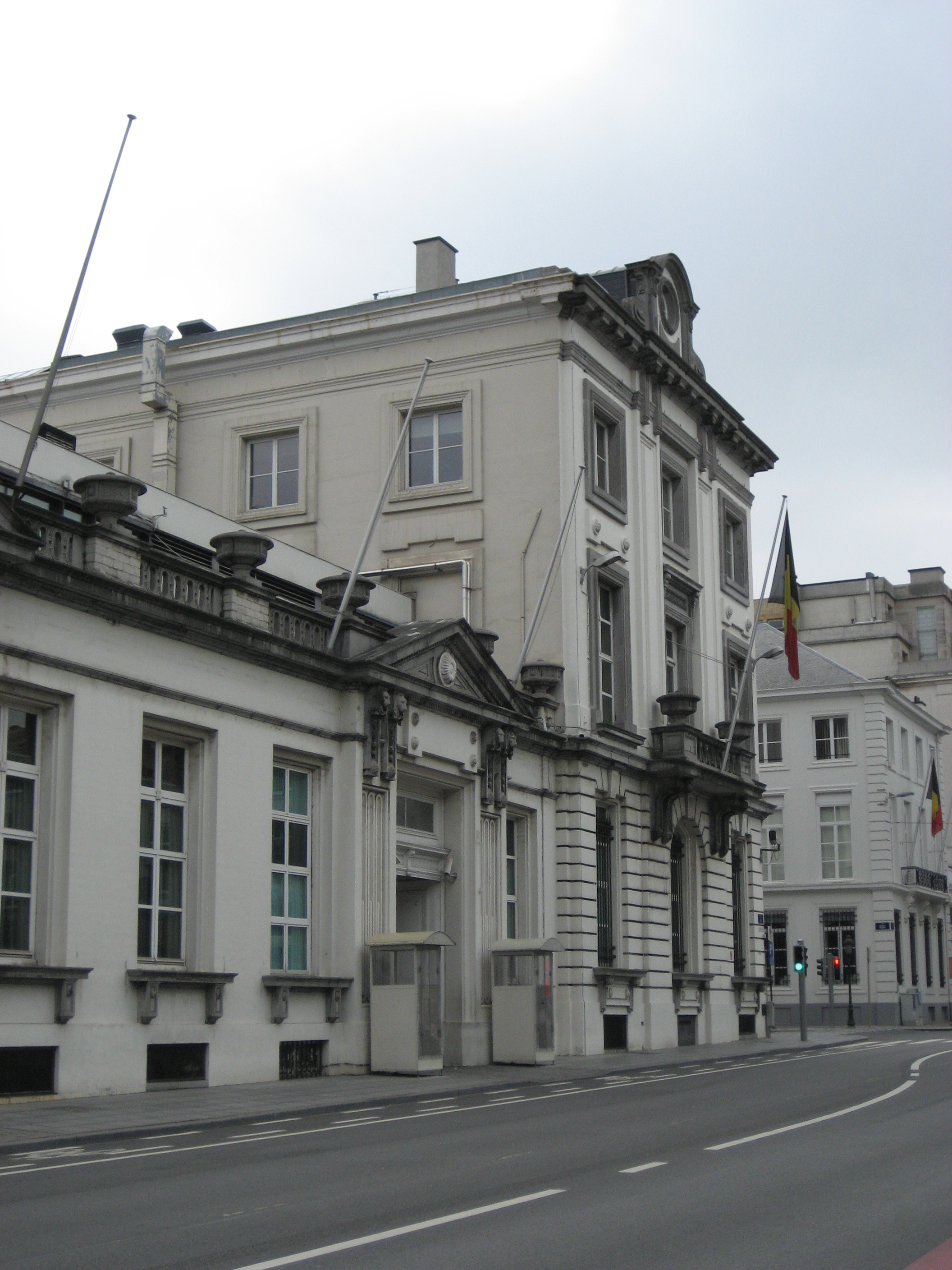
Sitz der Föderalregierung in der Wetstraat/Rue de la loi in Brüssel

Die belgische Regierung Michel I war vom 11. Oktober 2014 bis zum 9. Dezember 2018 im Amt und bestand aus 14 Ministern (Premierminister inbegriffen) und vier Staatssekretären. Am 17. Oktober 2014 wurde ihr von der Abgeordnetenkammer das Vertrauen ausgesprochen.
Diese erste von Charles Michel (MR) angeführte Föderalregierung setzte sich aus den flämischen Nationalisten (N-VA), den flämischen Christdemokraten (CD&V) sowie den flämischen und französischsprachigen Liberalen (Open VLD und MR) zusammen. Die Regierung Michel I trug in Anlehnung an die Flagge Schwedens zudem den Namen Schweden-Koalition: Die gelbe Parteifarbe für die N-VA, Blau für die Liberalen und das Kreuz für die Christdemokraten. Teilweise wurde die Regierung auch Kamikaze-Koalition genannt, da diese die erste Föderalregierung in der neueren belgischen Geschichte war, deren frankophoner Bestandteil nur aus einer Partei bestand und sich somit in der französischen Sprachgruppe des Parlaments in der Minderheit befand. Da die MR von einer heftigen Opposition ausgehen musste, befand sie sich wie ein Kamikaze in einer „Alles-oder-nichts“-Position. Die Regierung Michel I war die erste belgische Regierung ohne Beteiligung der frankophonen Sozialisten (PS) seit 1988. Die Regierung Michel I endete mit dem Rückzug der N-VA am 9. Dezember 2018.

## Bildung
Die Regierung Michel I wurde nach den Föderalwahlen vom 25. Mai 2014 von König Philippe ernannt; sie folgte der Regierung Di Rupo unter Elio Di Rupo (PS). Aus dem Urnengang kamen auf föderaler Ebene auf flämischer Seite die N-VA und die CD&V und auf frankophoner Seite die MR als Sieger hervor. Die PS und die cdH fuhren dagegen leichte Verluste ein. Zunächst ernannte König Philippe Bart De Wever (N-VA) als Informateur. Seinen Vorschlag zur Bildung einer Koalition aus Nationalisten, Christdemokraten und Liberalen lehnte die cdH am 24. Juni 2014 ab. Daraufhin wurde Charles Michel (MR) zum Informator ernannt. Als die Möglichkeit einer Koalition aus N-VA, CD&V, Open VLD und MR sichtbar wurde, beauftragte der König das Tandem Charles Michel und Kris Peeters am 22. Juli 2014 mit der Regierungsbildung. Eine Einigung konnte nach einer etwa zweieinhalbmonatigen Verhandlung am 7. Oktober 2014 erreicht werden.

## Zusammensetzung
| Amt | Name                | Name                                                  | Partei | Partei   |
| --- | ------------------- | ----------------------------------------------------- | ------ | -------- |
| Premierminister |                     | Charles Michel                                        |        | MR       |
| Vizepremierminister Beschäftigung, Wirtschaft und Verbraucherschutz mit dem Außenhandel beauftragt |                     | Kris Peeters                                          |        | CD&V     |
| Vizepremierminister Sicherheit und Inneres mit der Gebäuderegie beauftragt bis 21. Mai 2015: beauftragt mit den Großstädten und der Gebäuderegie                                                                       |                     | Jan Jambon                                            |        | N-VA     |
| Vizepremierminister Entwicklungszusammenarbeit, digitale Agenda, Telekommunikations- und Postwesen |                     | Alexander De Croo                                     |        | Open VLD |
| Vizepremierminister Auswärtige und europäische Angelegenheiten mit Beliris und den föderalen Kulturinstitutionen beauftragt                                                                                            |                     | Didier Reynders                                       |        | MR       |
| Haushalt mit der Nationallotterie beauftragt |                     | Sophie Wilmès bis 22. September 2015: Hervé Jamar     |        | MR       |
| Justiz |                     | Koen Geens                                            |        | CD&V     |
| Soziales und Gesundheit |                     | Maggie De Block                                       |        | Open VLD |
| Pensionen |                     | Daniel Bacquelaine                                    |        | MR       |
| Finanzen mit der Bekämpfung von Steuerbetrug beauftragt bis 21. Mai 2015: Minister für Finanzen |                     | Johan Van Overtveldt                                  |        | N-VA     |
| Mittelstand, Selbständige, KMU, Landwirtschaft und soziale Integration |                     | Denis Ducarme bis 28. Juli 2017: Willy Borsus         |        | MR       |
| Energie, Umwelt und Nachhaltigkeit |                     | Marie-Christine Marghem                               |        | MR       |
| Verteidigung mit dem öffentlichen Dienst beauftragt | Kein Foto vorhanden | Sander Loones bis 12. November 2018: Steven Vandeput  |        | N-VA     |
| Mobilität mit Belgocontrol und der NMBS/SNCB beauftragt |                     | François Bellot bis 18. April 2016: Jacqueline Galant |        | MR       |
| Staatssekretäre | Name                | Name                                                  | Partei | Partei   |
| Außenhandel |                     | Pieter De Crem                                        |        | CD&V     |
| Bekämpfung von Sozialbetrug, Schutz der Privatsphäre und der Nordsee |                     | Philippe De Backer bis 2. Mai 2016: Bart Tommelein    |        | Open VLD |
| Armutsbekämpfung, Chancengleichheit, Behinderten- und Wissenschaftspolitik und Großstädte bis 21. Mai 2015: Armutsbekämpfung, Chancengleichheit, Behinderten- und Wissenschaftspolitik und Bekämpfung von Steuerbetrug |                     | Zuhal Demir bis 24. Februar 2017: Elke Sleurs         |        | N-VA     |
| Asyl und Immigration mit der Verwaltungsvereinfachung beauftragt |                     | Theo Francken                                         |        | N-VA     |

## Veränderungen
Im Mai 2015 nahm die N-VA eine interne Umverteilung von Zuständigkeiten vor, um „homogenere Befugnisverteilungen vorzunehmen“: Die Bekämpfung von Steuerbetrug wurde dem Finanzminister Johan Van Overtveldt zuerteilt, während Staatssekretärin Elke Sleurs im Gegenzug die Politik der Großstädte von Innenminister Jan Jambon erhielt. Etwa ein Jahr nach der Regierungsbildung gab die MR bekannt, dass die bis dahin auf föderaler Ebene wenig bekannte Sophie Wilmès den Posten des Haushaltsministers von ihrem Parteikollegin Hervé Jamar übernehmen würde, damit dieser das Amt des Gouverneurs der Provinz Lüttich annehmen konnte.
Nach den Terroranschlägen in Brüssel im März 2016 boten Innenminister Jambon und Justizminister Geens ihren Rücktritt an, was jedoch vom Premierminister abgelehnt wurde. Wenig später wurde bekannt, dass die Europäische Kommission bereits in den Jahren 2011 und 2015 auf Sicherheitslücken im Bereich des Flughafens Brüssel-Zaventem hingewiesen hatte. Als der Leiter der zuständigen Verwaltung über Medien mitteilte, dass Mobilitätsministerin Jacqueline Galant diese Berichte kannte und dennoch die Finanzmittel für die Sicherheit kürzte, trat sie am 15. April 2016 von ihrem Amt zurück. Sie wurde am 18. April 2016 durch François Bellot ersetzt.
Als Ende April 2016 die flämische Vize-Ministerpräsidentin, Annemie Turtelboom (Open VLD), ihren Rücktritt bekannt gab, wechselte Staatssekretär Bart Tommelein als ihr Nachfolger in die Regionalregierung. Für ihn rückte Philippe De Backer, bis dahin Mitglied des Europäischen Parlaments, in die Föderalregierung nach.
Im Zuge der „Telenet-Affäre“ um Kammerpräsident Siegfried Bracke (N-VA) und seinem anschließenden Verzicht auf die Spitzenkandidatur bei den Kommunalwahlen in Gent, wurde Elke Sleurs zur Bürgermeisterkandidatin der Partei ausgerufen. Daraufhin beschloss sie, ihr Amt als Staatssekretärin niederzulegen, um sich besser auf die Wahlen vorbereiten zu können. Ihre Nachfolgerin in der Föderalregierung wurde Parteikollegin Zuhal Demir.
Im Juni 2017 entzog die cdH auf Ebene der Wallonischen Region der regierenden PS-cdH-Koalition das Vertrauen und reichte daraufhin mit der MR ein konstruktives Misstrauensvotum zur Bildung einer neuen MR-cdH-Regierung („Blaue Orange“) ein. In dieser neuen Regierung wurde Willy Borsus (MR) Ministerpräsident. Sein Ministeramt in der Föderalregierung überließ er Denis Ducarme, der bis dahin MR-Fraktionsvorsitzender in der Kammer war.
Als in Folge der Kommunalwahlen vom 14. Oktober 2018 der amtierende Verteidigungsminister Steven Vandeput beschloss, ab 2019 das Bürgermeisteramt in Hasselt anzunehmen, wurde Sander Loones (N-VA) als sein Nachfolger in der Föderalregierung designiert. Seinen Eid legte er am 12. November ab.

## Ende
Nachdem die N-VA Anfang Dezember 2018 ihre Ablehnung des UN-Migrationspakts erklärt hatte, stimmte das Parlament mit Unterstützung der Opposition am 7. Dezember für die Unterzeichnung des Pakts. Premierminister Michel teilte daraufhin mit, dass er die Unterstützung Belgiens für den UN-Pakt im Namen des Parlaments und nicht im Namen der Regierung abgeben werde. Die N-VA erklärte daraufhin, sollte Michel den Pakt unterzeichnen, sehe sie „keinen Zweck“ einer weiteren Regierungsbeteiligung. Michel schlug daraufhin vor, statt vorgezogenen Neuwahlen, bis zur geplanten Parlamentswahl am 26. Mai 2019 zunächst eine von der Opposition geduldete Minderheitsregierung anzustreben und die N-VA-Minister und Staatssekretäre zu ersetzen.
Am 9. Dezember bestätigte Innenminister und Vize-Regierungschef Jan Jambon den formalen Rückzug der N-VA aus der Regierung und der König ernannte bereits am 9. Dezember 2018 auf Vorschlag Michels neue Minister und Staatssekretäre und erweiterte das Portefeuille einiger Minister, um alle freiwerdenden Posten durch Mitglieder der verbleibenden Regierungsparteien zu besetzen. Statt der „schwedischen“ Koalition (La suédoise), wird das Minderheitsbündnis Michel II als „orange-blau“ bezeichnet.